# Sprattus sprattus
Sprattus sprattus é uma espécie de peixe pertencente à família Clupeidae.
A autoridade científica da espécie é Linnaeus, tendo sido descrita no ano de 1758.

## Portugal
Encontra-se presente em Portugal, onde é uma espécie nativa.
Os seus nomes comuns são espadilha, lavadilha, enchovagem ou espadilha-fumada.

## Descrição
Trata-se de uma espécie de água salobra, marinha. Atinge os 15 cm, com base de indivíduos de sexo indeterminado.